# Gémigny
Gémigny é uma comuna francesa na região administrativa do Centro, no departamento Loiret. Estende-se por uma área de 14,5 km². Em 2010 a comuna tinha 213 habitantes (densidade: 14,7 hab./km²).